# Jean III de Clèves
Pour les articles homonymes, voir Jean III et Jean de Clèves.
Jean III, dit le Pacifique (en allemand : Johann der Friedfertige), né le 10 novembre 1490 et mort le 6 février 1539, est un prince de la maison de La Marck, fils du duc Jean II de Clèves et de Mathilde de Hesse. Il fut duc de Juliers, duc de Berg et comte de Ravensberg à partir de 1511, par son mariage avec Marie de Juliers-Berg, puis le premier souverain des duchés unis de Juliers-Clèves-Berg de 1521 jusqu'à sa mort.

## Biographie
Un membre de la maison de La Marck, Jean III est le fils de Jean II (1458-1521), duc de Clèves et comte de La Marck depuis 1481, et de son épouse Mathilde (1473-1505), fille du landgrave Henri III de Hesse. Par sa mère, il portait également le titre de comte de Katzenelnbogen. 
Son père lutta contre les états du duché de Clèves ; de plus, il se retrouve impliqué dans des confrontations violentes de son frère cadet Engilbert avec David de Bourgogne, prince-évêque d'Utrecht, et Maximilien de Habsbourg durant la querelle des Hameçons et des Cabillauds. Le seul succès enregistré a été les fiançailles de son fils Jean, à l'âge de six ans, avec Marie (1491-1543), la seule fille et héritière du duc Guillaume de Juliers-Berg.

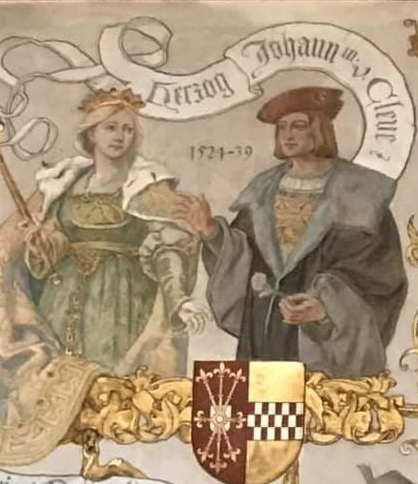
Marie de Juliers-Berg et le duc Jean III de Clèves, château de Burg, Solingen.

Le mariage de Jean et Marie a eu lieu en 1510 à Düsseldorf. Après la mort de son beau-père Guillaume de Juliers-Berg l'année suivante, Jean III devint souverain des duchés de Juliers et de Berg et du comté de Ravensberg. À la mort de son père Jean II, le 15 mars 1521, il recueillit également l'héritage de Clèves et de La Marck, qui fait de lui un des princes les plus puissants dans le Cercle du Bas-Rhin-Westphalie.
La plus grande partie de son règne fut consacrée à la consolidation des duchés unis afin de rétablir l'équilibre avec les états exaspérés par la mauvaise administration de son père. Durant le temps de la Réforme protestante, Jean III eut une attitude mesurée, s'efforçant de rester dans une via media entre les deux camps. L'humaniste Konrad Heresbach (1496-1576), un étudiant d'Érasme et d'Ulrich Zasius, était l'un de ses principaux conseillers. Son approche pragmatique causait des tensions avec Hermann de Wied, archevêque-électeur de Cologne ; en 1535, Jean a participé à l'écrasement de la révolte de Münster.
Au seuil de sa vie, le duc entre en conflit avec l'empereur Charles Quint, lors de la prise du pouvoir par son fils Guillaume dans le duché de Gueldre après la mort de Charles d'Egmont en 1538. Néanmoins, il meurt peu tard ; en 1543, en vertu du traité de Venlo, Guillaume rend la Gueldre à l'empereur qui l'intègre dans les Pays-Bas des Habsbourg. 

## Mariage et descendance
Le 1er octobre 1510, Jean III épousa Marie (1491-1543), la fille du duc Guillaume de Juliers-Berg et de Sibylle de Brandebourg. Ils eurent quatre enfants :
- Sibylle de Clèves (1512-1554), qui épousa l'électeur Jean-Frédéric de Saxe ;
- Anne de Clèves (1515-1557), qui épousa Henri VIII, roi d'Angleterre ;
- Guillaume de Clèves (1516-1592), qui fut duc de Juliers-Clèves-Berg et épousa en premières noces Jeanne d'Albret, fille du roi Henri II de Navarre, puis l'archiduchesse Marie d'Autriche, fille de l'empereur Ferdinand Ier ;
- Amélie de Clèves (1517-1586).

## Sources
- (de) Cet article est partiellement ou en totalité issu de l’article de Wikipédia en allemand intitulé « Johann (Jülich-Kleve-Berg) » (voir la liste des auteurs).